# I'm in Love with a Monster
Singles de Fifth Harmony
Worth It
(2015) Work from Home.
(2016)
I'm in Love with a Monster est une chanson enregistrée par le groupe Fifth Harmony pour le film d'animation Hôtel Transylvanie 2. elle est publiée en version numérique le 14 août 2015 par Epic Records et Syco Music.

## Contexte
L'annonce que Fifth Harmony sortiraient un single promotionnel pour Sony Pictures Animation  a été faite par Lia Vollack, président de Worldwide Music for Sony Pictures, le 16 juin 2015. 
Un aperçu de I'm in Love with a Monster a été présenté dans une trailer pour le film sorti le 17 juin 2015. La chanson est disponible en téléchargement numérique le 14 aout 2015.

## Clip
Le clip intègre des extraits du film Hôtel Transylvanie 2.

## Classement
| Classement (2015)                      | Meilleure position |
| -------------------------------------- | ------------------ |
| Belgique (Flandre Ultratop 50 Singles) | 23                 |